# Anomala fracta
Anomala fracta är en skalbaggsart som beskrevs av Walker 1859. Anomala fracta ingår i släktet Anomala och familjen Rutelidae. Inga underarter finns listade i Catalogue of Life.